# 拉尼尔·维克拉马辛哈
拉尼尔·维克拉马辛哈（1949年3月24日—）是斯里兰卡政治人物，僧伽罗族、佛教徒，为前任斯里兰卡总统，并曾四度出任斯里兰卡总理。
2022年7月13日，原斯里蘭卡總統戈塔巴雅·拉賈帕克薩在2022年斯里蘭卡反政府示威中口頭宣佈辭職並連夜逃往馬爾地夫，被其任命為代理斯里蘭卡總統，直至議會選出新任總統後再辭去總理職務。同年7月20日由議會選為斯里蘭卡總統（一般為民選）。

## 生平
1977年大选首次当选议员，出任外交部副部长。1978年内阁改组后任青年事务、就业和教育部长。1989年任工业部长，1994年12月当选为统一国民党领导人，1999年以统一国民党候选人身份竞选总统失败。
1993年5月至1994年8月、2001年12月至2004年4月、2015年1月9日至2019年11月20日、2022年5月13日至2022年7月19日四次出任斯里兰卡总理。
2018年10月26日，时任总统邁特里帕拉·西里塞納解除了维克拉马辛哈的總理職務，並解散他的内阁，又任命親中的前总统马欣达·拉贾帕克萨為新任總理，引發憲制危機。西里塞纳自称是因為一個意圖暗殺他的計畫，而決定解除總理维克拉马辛哈的職務。维克拉马辛哈所屬統一國民黨的國會議員指控中國意圖從背後主導斯里蘭卡的政權轉移，但中國否認這種說法。斯里兰卡议会议长贾亚苏里亚在10月28日表示维克拉马辛哈仍是合法的总理。
2018年12月15日，拉賈帕克薩由於未能在議會取得大多數支持而辭去總理一職。2018年12月16日，維克拉馬辛哈再次宣誓就任總理。
2022年5月12日，维克拉马辛哈获总统戈塔巴雅·拉贾帕克萨任命为新一任总理，已接任在经济危机下辞任的马欣达·拉贾帕克萨。同年7月9日在示威者冲入斯里兰卡总统府的迫使下宣布辞职，为党派联合政府让路。
同年7月20日，维克拉马辛哈當選為斯里蘭卡總統，接替逃亡的戈塔巴雅·拉贾帕克萨，其后任命迪内什·古纳瓦德纳为新一任总理。